# Кортено-Гольджи
Кортено-Гольджи (итал. Corteno Golgi, ломб. Córten) — коммуна в Италии, в провинции Брешиа области Ломбардия.
Население составляет 1991 человек, плотность населения составляет 24 чел./км². Занимает площадь 82 км². Почтовый индекс — 25040. Телефонный код — 0364.
В коммуне 15 августа особо празднуется Успение Пресвятой Богородицы.
В Кортено-Гольджи в 1843 году родился Камилло Гольджи — исследователь нервной системы, нобелевский лауреат в области физиологии и медицины.

## Города-побратимы
- Петилья-де-Арагон, Испания